# Nell Hudson
Nell Rose Hudson (* 1991) je anglická herečka, zpěvačka a skladatelka. Její nejznámější rolí je Laoghaire MacKenzie v dramatickém a fantasy seriálu Cizinka.

## Životopis
Svou hereckou kariéru zahájila hostující rolí v televizním seriálu Holby City. V roce 2014 získala roli Laoghaire MacKenzie v seriálu Cizinka. Vývoj své postavy v polovině první série komentovala slovy: „když máte uvnitř v sobě hodně bolesti, vyjde o na povrch jako zloba... Myslím, že je to základní lidská vlastnost a že ona (Laoghaire) neví, co s danou situací dělat, tak to vychází touto velmi agresivní cestou a snaží se nějak tu situaci zpravit.“
Ztvárnila Paulette Roland v seriálu Zavolejte porodní sestřičky. Její postava je sedmnáctiletá diabetička, která zjistí, že je těhotná a musí se rozhodnout mezi rizikovým těhotenstvím či potratem.
V roce 2015 též účinkovala na divadelních prknech, a to v Pýše a předsudku od Jane Austen v roli Lydie Bennet. Spolu s ní v tomto uvedení hráli James Northcote a Isabella Laughland.
Kromě herectví se věnuje také hudbě, je zpěvačkou a skladatelkou. V květnu 2014 vystupovala na koncertech s hudebníkem Joolsem Hollandem.

## Filmografie
| Rok   | Název       | Role                | Poznámky                                         |
| ----- | ----------- | ------------------- | ------------------------------------------------ |
| 2012  | Holby City  | Tasha Cairncross    | Televizní seriál, epizoda: „And We Banish Shade“ |
| 2013  | Cast Offs   | Mladá dívka         | Krátký film                                      |
| 2013  | Les Bohemes | Michele             | Krátký film                                      |
| 2014— | Cizinka     | Laoghaire MacKenzie | Televizní seriál                                 |
| 2015  | Arrivals    | Angel               |                                                  |